# Lubuk Terap (Merlung)
Lubuk Terap is een bestuurslaag in het regentschap Tanjung Jabung Barat van de provincie Jambi, Indonesië. Lubuk Terap telt 736 inwoners (volkstelling 2010).